# Jabbin
Jabbin – komunikator internetowy o otwartym kodzie źródłowym (Open Source). Program ten umożliwia darmową komunikację głosową w technologii VoIP w sieci Jabber/XMPP.
Jabbin pierwotnie używał protokołu TINS, który pozwala na połączenie między dwoma klientami. Od wersji 2.0 korzysta z protokołu Jingle. Do kompresowania strumienia rozmowy Jabbin używa kodeka speex z rodziny Ogg. Kodek ten, napisany specjalnie do kompresji głosu, jest całkowicie darmowy i wolny od wszelkich patentów. Jabbin jest mutacją programu Psi, która wcześniej od swojego pierwowzoru dodała obsługę rozmów głosowych. W planach było zaimplementowanie wideokonferencji, jednak projekt przestał być rozwijany.

## Możliwości
- obsługa kilku kont jednocześnie
- wbudowana przeglądarka usług Jabbera
- szyfrowanie rozmów przy pomocy kluczy OpenPGP oraz połączeń przy użyciu kluczy OpenSSL (SSL/TLS)
- przesyłanie plików
- konsola XML
- rozmowy głosowe (w wersji 2.0 obsługa Jingle)
- kompatybilność z Google Talk

## Wersje
- 1.0 – ostatnia wersja stabilna bez obsługi Jingle
- 2.0 – najnowsza wersja beta (wsparcie Jingle)

## Platformy systemowe
Windows, Linux (Mac OS w przygotowaniu)